# Peter II van Amboise
Peter II van Amboise (circa 1357 - 1426) was van 1397 tot aan zijn dood burggraaf van Thouars. Hij behoorde tot het huis Amboise.

## Levensloop
Peter II was de zoon van heer Ingelger I van Amboise uit diens huwelijk met Isabella, dochter van burggraaf Lodewijk I van Thouars. Na de dood van zijn vader in 1373 werd hij heer van Amboise, Bléré en Montrichard en graaf van Benon. Rond 1377 huwde hij met Johanna (overleden in 1407), dochter van burggraaf Jan I van Rohan. Het huwelijk bleef kinderloos.
Hij vocht mee in de Honderdjarige Oorlog en nam in 1380 deel aan het Beleg van Nantes, waarbij hij tot ridder werd geslagen. In 1397 erfde hij na de dood van zijn tante Petronella het burggraafschap Thouars, wat het belang van het huis Amboise aanzienlijk deed toenemen. In 1404 erfde van zijn moeder en zijn tante Margaretha van Thouars ook het kasteel van Talmont. Peter gold eveneens als een belangrijke bondgenoot van Arthur van Richmond, de Connétable van Frankrijk, en behoorde daardoor tot de oppositie tegen koning Karel VII van Frankrijk.
In 1408 huwde hij met zijn tweede echtgenote Anna van Goyon, dochter van heer Bertrand III van Goyon-Matignon  maar ook dit huwelijk bleef kinderloos. Aangezien Peter geen nakomelingen had, werden zijn bezittingen na zijn dood in 1426 geërfd door zijn neef Lodewijk, de zoon van zijn jongere broer Ingelger II. Hij werd bijgezet in de Franciscanenkerk van Amboise.